# Colombia (ort i Colombia, Huila, lat 3,38, long -74,80)
Colombia är en ort i Colombia.   Den ligger i departementet Huila, i den centrala delen av landet, 160 km sydväst om huvudstaden Bogotá. Colombia ligger 781 meter över havet och antalet invånare är 2 388.
Terrängen runt Colombia är varierad. Colombia ligger nere i en dal. Runt Colombia är det mycket glesbefolkat, med 7 invånare per kvadratkilometer. Det finns inga andra samhällen i närheten. Omgivningarna runt Colombia är en mosaik av jordbruksmark och naturlig växtlighet.